# Pseudcraspedia
Pseudcraspedia es un género de lepidópteros de la familia Erebidae. Es originario de Asia y África.

## Especies
- Pseudcraspedia basipunctaria Walker (Florida)
- Pseudcraspedia holopolia Dyar, 1914 (Trinidad)
- Pseudcraspedia leucozona Hampson, 1910 (Colombia)
- Pseudcraspedia mathetes Dyar, 1914 (Trinidad)
- Pseudcraspedia prosticta Hampson, 1910 (Uganda, Sri Lanka)
- Pseudcraspedia punctata Hampson, 1898 (Kenya, Uganda, Australia, India, Vietnam)
- Pseudcraspedia sodis Dyar, 1914 (Trinidad)